# Campeonato Europeu de Atletismo em Pista Coberta de 2023 - 60 m com barreiras masculino
A prova dos 60 metros com barreiras masculino do Campeonato Europeu de Atletismo em Pista Coberta de 2023 foi disputada entre nos dias 4 e 5 de março  de 2023 na Ataköy Athletics Arena, em Istambul, na Turquia.

## Recordes
Antes desta competição, os recordes mundiais e do campeonato nesta prova eram os seguintes:
|                       | Nome           | Nacionalidade  | Tempo | Local        | Data                    |
| --------------------- | -------------- | -------------- | ----- | ------------ | ----------------------- |
| Recorde mundial       | Grant Holloway | Estados Unidos | 7s 29 | Gallur       | 24 de fevereiro de 2021 |
| Recorde mundial       | Grant Holloway | Estados Unidos | 7s 29 | Belgrado     | 20 de março de 2022     |
| Recorde europeu       | Colin Jackson  | Reino Unido    | 7s 30 | Sindelfingen | 6 de março de 1994      |
| Recorde do campeonato | Colin Jackson  | Reino Unido    | 7s 39 | Paris        | 12 dee março de 1994    |

## Medalhistas
| Ouro               | Prata                 | Bronze                  |
| Jason Joseph (SUI) | Jakub Szymański (POL) | Just Kwaou-Mathey (FRA) |

## Cronograma
Todos os horários são locais (UTC +3).
| Data       | Hora  | Evento    |
| ---------- | ----- | --------- |
| 4 de março | 11:20 | Bateria   |
| 5 de março | 10:35 | Semifinal |
| 5 de março | 21:05 | Final     |

## Resultados

### Bateria
Qualificação: 3 atletas de cada bateria (Q) mais os 4 melhores qualificados (q).
| Posição | Bateria | Atleta                  | Nacionalidade | Tempo | Notas                |
| ------- | ------- | ----------------------- | ------------- | ----- | -------------------- |
| 1       | 1       | Jason Joseph            | Suíça         | 7.61  | Q                    |
| 2       | 3       | Enrique Llopis          | Espanha       | 7.63  | Q                    |
| 3       | 2       | Just Kwaou-Mathey       | França        | 7.63  | Q                    |
| 4       | 2       | Jakub Szymański         | Polónia       | 7.65  | Q                    |
| 5       | 3       | Krzysztof Kiljan        | Polónia       | 7.67  | Q                    |
| 6       | 4       | Paolo Dal Molin         | Itália        | 7.71  | Q                    |
| 7       | 1       | Milan Trajković         | Chipre        | 7.71  | Q                    |
| 8       | 3       | Lorenzo Simonelli       | Itália        | 7.72  | Q                    |
| 9       | 3       | Dimitri Bascou          | França        | 7.73  | q                    |
| 10      | 1       | David King              | Grã-Bretanha  | 7.75  | Q                    |
| 11      | 4       | Elmo Lakka              | Finlândia     | 7.75  | Q                    |
| 12      | 1       | Bálint Szeles           | Hungria       | 7.76  | q                    |
| 13      | 4       | Vladimir Vukicevic      | Noruega       | 7.76  | Q                    |
| 14      | 1       | Abdel Kader Larrinaga   | Portugal      | 7.77  | q                    |
| 15      | 1       | Kevin Sánchez           | Espanha       | 7.77  | q                    |
| 16      | 4       | Pascal Martinot-Lagarde | França        | 7.79  |                      |
| 17      | 3       | Finley Gaio             | Suíça         | 7.79  |                      |
| 18      | 2       | Hassane Fofana          | Itália        | 7.79  | Q                    |
| 19      | 2       | Tim Eikermann           | Alemanha      | 7.80  |                      |
| 20      | 4       | Konstantinos Douvalidis | Grécia        | 7.82  | Recorde da temporada |
| 21      | 4       | Mikdat Sevler           | Turquia       | 7.83  |                      |
| 22      | 3       | Max Hrelja              | Suécia        | 7.84  |                      |
| 23      | 2       | Ilari Manninen          | Finlândia     | 7.87  |                      |
| 24      | 1       | Alin Ionuț Anton        | Roménia       | 7.89  |                      |
| 25      | 2       | Luka Trgovčević         | Sérvia        | 7.91  |                      |
| 26      | 3       | Santeri Kuusiniemi      | Finlândia     | 7.95  |                      |
| 27      | 4       | Damian Czykier          | Polónia       | 7.95  |                      |
| 28      | 2       | Dániel Eszes            | Hungria       | 8.03  |                      |
| 29      | 4       | Mathieu Jaquet          | Suíça         | 8.10  |                      |
| 30      | 2       | Daniel Cisneros         | Espanha       | 8.24  |                      |

### Semifinal
Qualificação: 4 atletas de cada bateria (Q).
| Posição | Bateria | Atleta                | Nacionalidade | Tempo | Notas                |
| ------- | ------- | --------------------- | ------------- | ----- | -------------------- |
| 1       | 1       | Jason Joseph          | Suíça         | 7.50  | Q                    |
| 2       | 1       | Jakub Szymański       | Polónia       | 7.54  | Q                    |
| 3       | 2       | Enrique Llopis        | Espanha       | 7.58  | Q                    |
| 4       | 2       | Just Kwaou-Mathey     | França        | 7.61  | Q                    |
| 5       | 1       | Paolo Dal Molin       | Itália        | 7.62  | Q                    |
| 6       | 2       | Krzysztof Kiljan      | Polónia       | 7.67  | Q                    |
| 7       | 2       | David King            | Grã-Bretanha  | 7.68  | Q                    |
| 8       | 2       | Hassane Fofana        | Itália        | 7.71  | Recorde da temporada |
| 9       | 2       | Milan Trajković       | Chipre        | 7.73  |                      |
| 10      | 1       | Lorenzo Simonelli     | Itália        | 7.74  | Q                    |
| 11      | 1       | Kevin Sánchez         | Espanha       | 7.75  |                      |
| 12      | 1       | Vladimir Vukicevic    | Noruega       | 7.75  |                      |
| 13      | 2       | Abdel Kader Larrinaga | Portugal      | 7.81  |                      |
| 14      | 1       | Elmo Lakka            | Finlândia     | 7.83  |                      |
| 15      | 2       | Bálint Szeles         | Hungria       | 8.15  |                      |
| 99      | 1       | Dimitri Bascou        | França        | DNF   |                      |

### Final
A final aconteceu às 21:05 no dia 5 de março de 2023.
| Posição           | Raia | Atleta            | Nacionalidade | Tempo | Notas           |
| ----------------- | ---- | ----------------- | ------------- | ----- | --------------- |
| Medalha de ouro   | 4    | Jason Joseph      | Suíça         | 7.41  | EL,             |
| Medalha de prata  | 5    | Jakub Szymański   | Polónia       | 7.56  |                 |
| Medalha de bronze | 3    | Just Kwaou-Mathey | França        | 7.59  |                 |
| 4                 | 1    | Lorenzo Simonelli | Itália        | 7.59  | Recorde pessoal |
| 5                 | 7    | Paolo Dal Molin   | Itália        | 7.62  |                 |
| 6                 | 8    | Krzysztof Kiljan  | Polónia       | 7.63  |                 |
| 7                 | 2    | David King        | Grã-Bretanha  | 7.71  |                 |
| 9                 | 6    | Enrique Llopis    | Espanha       | DNF   |                 |

Legenda
| Recorde mundial       | Recorde mundial (World record)               |                       | Recorde africano                      | Recorde africano (African) |                                           | Q | Classificado por posição (Qualified) |
| Recorde do campeonato | Recorde do campeonato (Championship record)  | Recorde da América    | Recorde da América (Americas)         | q                          | Classificado por melhor tempo (Qualified) |   |                                      |
| Melhor marca do ano   | Melhor marca do ano (World leading)          | Recorde asiático      | Recorde asiático (Asian)              | DNS                        | Não largou (Did not start)                |   |                                      |
| Recorde nacional      | Recorde nacional (National record)           | Recorde europeu       | Recorde europeu (European)            | DNF                        | Não terminou (Did not finish)             |   |                                      |
| Recorde pessoal       | Recorde pessoal do atleta (Personal best)    | Recorde da Oceania    | Recorde da Oceania (Oceania)          | DSQ / DQ                   | Desclassificado (Disqualified)            |   |                                      |
| Recorde da temporada  | Recorde da temporada do atleta (Season best) | Recorde sul-americano | Recorde sul-americano (South America) | NM                         | Sem marca (No mark)                       |   |                                      |